# Moyola Park FC
Moyola Park Association Football Club is een Noord-Ierse voetbalclub uit Castledawson, County Londonderry.
De club werd in 1880 opgericht en was in het seizoen 1880/81 de eerste winnaar van de Irish Cup. Hierna zakte de club weg en ging alleen met jeugdteams spelen. Na de Tweede Wereldoorlog speelde de club wederom met een seniorenteam maar lang op laag niveau. In 1978 kwam de club uit in de nieuwe Northern Ireland Intermediate League en in 1991 ging de club naar de Irish League B Division. De club speelt momenteel in de NIFL Premier Intermediate League.
Ballyclare Comrades ·
Ballymacash Rangers ·
Banbridge Town ·
Coagh United ·
Dergview ·
Dollingstown ·
Knockbreda ·
Lisburn Distillery ·
Moyola Park ·
Newry City ·
Oxford Sunnyside FC ·
Portstewart ·
Rathfriland Rangers ·
Strabane Athletic FC